# Parevia parnelli
Parevia parnelli là một loài bướm đêm thuộc phân họ Arctiinae, họ Erebidae.